# Liste der argentinischen Botschafter in Japan

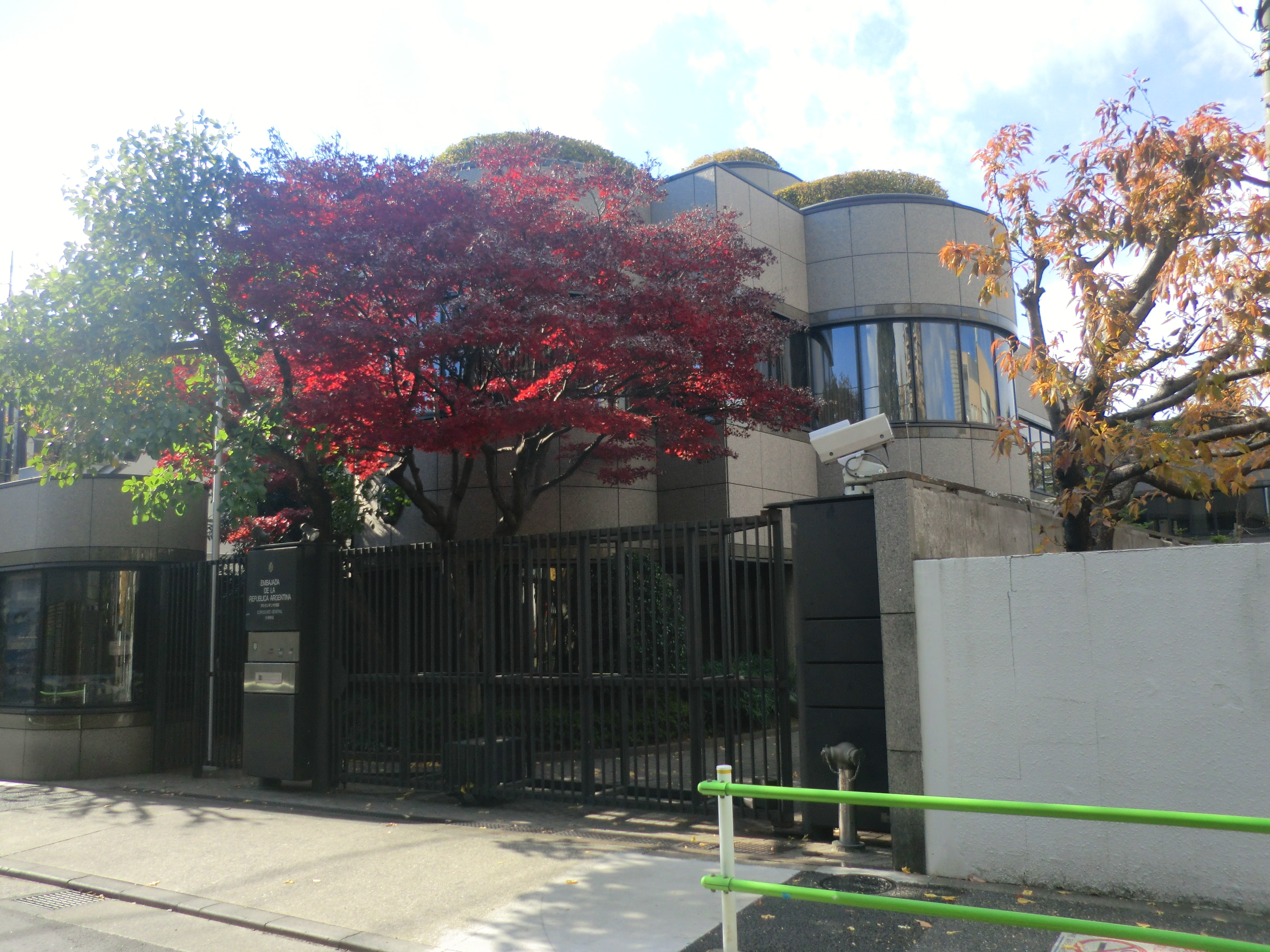
Die Botschaft befindet sich in Tokio.

Die Liste der argentinischen Botschafter in Japan listet die Botschafter bzw. Geschäftsträger Argentiniens in Japan auf.
| Ernannt / Akkreditiert | Name                           | Bemerkungen | ernannt von                    | akkreditiert während der Regierung von | Posten verlassen |
| ---------------------- | ------------------------------ | --- | ------------------------------ | -------------------------------------- | ---------------- |
| 17. Mai 1905           | Baldomero García Sagastume     | Geschäftsträger | Manuel Quintana                | Katsura Tarō                           |                  |
| 18. Feb. 1909          | Silvestre de Marchi            | Geschäftsträger | José Figueroa Alcorta          | Katsura Tarō                           |                  |
| 25. Feb. 1911          | Francisco Ortiz                | Geschäftsträger | Roque Sáenz Peña               | Saionji Kimmochi                       |                  |
| 9. Mai 1918            | Albino Pugnalín                | Geschäftsträger | Hipólito Yrigoyen              | Hara Takashi                           |                  |
| 11. Aug. 1921          | Alejandro del Carril           | Generalkonsul quedó a cargo de los archivos de la Legación | Hipólito Yrigoyen              | Takahashi Korekiyo                     |                  |
| 9. Sep. 1921           | Julio C. Gancedo               | Geschäftsträger | Hipólito Yrigoyen              | Takahashi Korekiyo                     | 22. Aug. 1922    |
| 30. Nov. 1923          | Sergio García Uriburu          | außerordentlicher Gesandter und Ministro Plenipotenciario. | Marcelo Torcuato de Alvear     | Yamamoto Gonnohyōe                     |                  |
| 11. Nov. 1925          | Mario Ruiz de los Llanos       | | Marcelo Torcuato de Alvear     | Kiyoura Keigo                          |                  |
| 18. Sep. 1931          | Rodolfo Freyre y García Vieyra | | José Félix Uriburu             | Wakatsuki Reijirō                      |                  |
| 3. Okt. 1934           | Eduardo Racedo                 | | Agustín Pedro Justo            | Okada Keisuke                          |                  |
| 16. Nov. 1938          | Rodolfo Moreno                 | El 6 de Septiembre de 1941, presentó su renuncia con motivo de su designación de Gobernador de la Provincia de Buenos Aires.                                                      | Roberto María Ortiz            | Hayashi Senjūrō                        | 6. Sep. 1941     |
| 6. Sep. 1941           | Erasto M. Villa                | Geschäftsträger | Roberto María Ortiz            | Konoe Fumimaro                         | 14. Feb. 1946    |
| 25. Juni 1952          | Carlos Aníbal Quirós           | Am 11. November 1953 wurde die Auslandsvertretung zur Botschaft aufgewertet. | Juan Perón                     | Yoshida Shigeru                        | 12. Juli 1956    |
| 5. Feb. 1958           | Rudolfo García Arias           | | Arturo Frondizi                | Kishi Nobusuke                         | 18. Juni 1958    |
| 16. März 1959          | Javier Gallac                  | 18. Mai 1959 akkreditiert | Arturo Frondizi                | Kishi Nobusuke                         |                  |
| 23. Dez. 1960          | Alejandro Orfila               | | Arturo Frondizi                | Ikeda Hayato                           |                  |
| 14. Juni 1962          | Adolfo Bollini                 | September 1962 akkreditiert | José María Guido               | Ikeda Hayato                           |                  |
| 26. Juni 1964          | Guillermo Caño                 | 13. August 1964 akkreditiert | Arturo Umberto Illia           | Satō Eisaku                            |                  |
| 15. Feb. 1968          | Juan Benedicto Martín          | 26. Februar 1968 akkreditiert 16. Juni 1969 – 18. Juni 1970 Außenminister unter Juan Carlos Onganía                                                                               | Juan Carlos Onganía            | Satō Eisaku                            |                  |
| 8. Aug. 1969           | Rodolfo Freyre                 | 2. September 1969 akkreditiert | Juan Carlos Onganía            | Satō Eisaku                            |                  |
| 10. Aug. 1971          | Jorge Oria                     | 13. September 1971 akkreditiert | Alejandro Agustín Lanusse      | Satō Eisaku                            |                  |
| 31. Dez. 1973          | Jorge Kawabata                 | 10. Mai 1974 akkreditiert | Héctor José Cámpora            | Tanaka Kakuei                          | 24. März 1976    |
| 25. Juni 1976          | Carlos Jaime Fraguío           | 21. August 1976 akkreditiert | Jorge Rafael Videla            | Fukuda Takeo                           |                  |
| 7. Jan. 1980           | Gabriel Nuncio Oliva           | 7. März 1980 akkreditiert | Jorge Rafael Videla            | Suzuki Zenkō                           |                  |
| 23. Apr. 1982          | James Mac Donald Whamond       | | Alfredo Saint Jean             | Nakasone Yasuhiro                      |                  |
| 30. März 1984          | Enrique Jorge Ros              | 2. Mai 1984 akkreditiert (* 16. Juli 1927, en Buenos Aires) Rechtsanwalt Universidad Nacional de Buenos Aires. Dr. Universidad de París 14. September 1982: Botschafter in Madrid | Raúl Alfonsín                  | Nakasone Yasuhiro                      |                  |
| 2. Okt. 1989           | Ernesto de la Guardia          | 27. Oktober 1989 akkreditiert | Carlos Menem                   | Kaifu Toshiki                          |                  |
| 1993                   | José Ramón Sanchís Muñoz       | September 1993 akkreditiert | Carlos Menem                   | Hosokawa Morihiro                      |                  |
| 1990                   | Enrique Jorge Ros              | | Carlos Menem                   | Kaifu Toshiki                          | 1995             |
| 2000                   | Alfredo Chiaradía              | | Fernando de la Rúa             | Mori Yoshirō                           | 2001             |
| 2004                   | Daniel Adán Dziewezo Polski    | |                                |                                        | 2010             |
| 11. Jan. 2011          | Raúl Dejean                    | | Cristina Fernández de Kirchner | Yoshihiko Noda                         |                  |
| 21. Apr. 2016          | Alan Claudio Béraud            | (* 7. Juni 1957 in Buenos Aires) | Cristina Fernández de Kirchner | Shinzō Abe                             |                  |